# Josué Ferreira
Pour les articles homonymes, voir Ferreira.
Josué Ferreira, né sous le nom de Iris Ferreira en 1992, est un rabbin libéral français.
Membre de Judaïsme en mouvement qui compte cinq rabbines en France, il fut (avant sa transition) considéré comme la première femme à être ordonnée en 2021 dans ce pays. Étant devenu un homme en 2023, c'est également le premier rabbin transgenre à exercer en France. 

## Biographie
Josué Ferreira fait d'abord, durant quatre ans, des études de médecine et passe une licence d'hébreu. En 2016, il se rend à Londres pour effectuer des études rabbiniques durant cinq ans au Leo Baeck College,.
Après avoir côtoyé les communautés du judaïsme orthodoxe dans l’ouest de la France, il se tourne vers le mouvement libéral, qu’il qualifie « d’ouverture qui permet à chacun de faire son chemin dans un contexte plus libre ».
Il est ordonné rabbin à l'âge de 29 ans à la synagogue parisienne Kehilat Gesher le 4 juillet 2021, et reçoit la « semikha » par le rabbin Tom Cohen,.
Josué Ferreira est depuis septembre 2021, le rabbin de la communauté de l’Union juive libérale de Strasbourg et enseigne également à l’École rabbinique de Paris, qui forme les rabbins libéraux en France.
En mai 2022, – avant sa transition –, Josué Ferreira participe au congrès « les filles de Rachi » organisé à Rouen pour sa deuxième édition. Les principales femmes rabbins françaises se réunissent pour repenser le judaïsme au féminin. Le thème de cette deuxième rencontre est  « La femme est-elle un Homme comme les autres ? Perspectives juives ».
Josué Ferreira a par ailleurs publié trois romans de fantasy pour jeunes adultes sous le nom de plume de Sara Pintado, :
- Mojunsha, tome 1 - Panthère des Ténèbres, éditions Noir d'Absinthe, 2019  (ISBN 978-2-490417-28-5) ;
- Mosjunsha, tome 2 - Tigre à dents de sabre, éditions Noir d'Absinthe, 2022
- Sous les ailes du dieu Corbeau, éditions Noir d'Absinthe, 2021  (ISBN 978-2-490417-75-9).

### Transition
En 2023, il effectue une transition de genre  et se fait désormais appeler Josué Ferreira. Il devient ainsi le premier rabbin transgenre à exercer en France. Sous sa nouvelle identité, Josué anime les offices de Tisha Beav à la CJL de Pauline Bebe et des offices de remplacement au MJLF Beaugrenelle pendant l'été 2023. Il assure également les fêtes de Tichri 2023 à la CJLM de Montpellier.